# Musaranya de muntanya pigmea
La musaranya de muntanya pigmea (Chodsigoa parva) és una espècie de musaranya de l'ordre dels eulipotifles. Viu a la Xina.
Inicialment es cregué que Chodsigoa parva era la mateixa espècie que Chodsigoa lamula, però se l'acabà classificant com a espècie pròpia.